# Vixnuisme

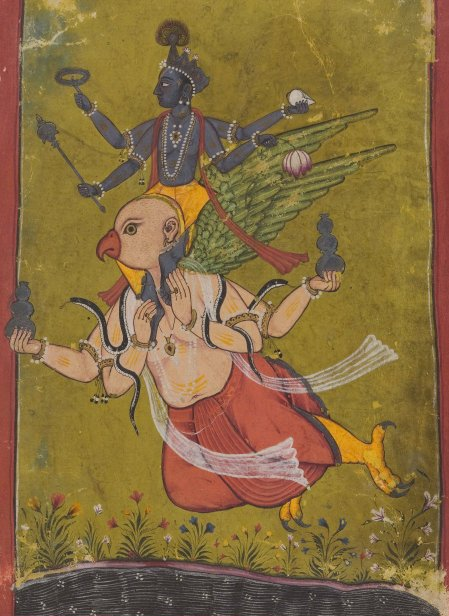
Vixnu sobre Garuda (The Brooklyn Museum, Nova York).

El vixnuisme o vaixnavisme (sànscrit वैष्णव धर्म, vaiṣṇava dharma) és una de les principals formes de l'hinduisme, juntament amb el xivaisme, el xactisme i el smartisme. El vixnuisme està centrat en el culte a Vixnu com a divinitat suprema i a les seves encarnacions principals. De fet, aquesta tradició és notable per la doctrina dels avatars, segons la qual Vixnu és adorat en una de les seves múltiples encarnacions: Rama, Krixna, Narayana, Kalki, Hari, Vithoba, Kesava, Madhava, Govinda, Srinathji i Jagannath són algunes de les advocacions més populars per a designar el mateix ésser suprem.
D'origen incert, podem traçar algunes de les seves tradicions en el Bhagavatisme, també conegut sota el nom de krixnaisme, almenys fins un primer mil·lenni aC. Posteriorment, també es desenvolupà un moviment orientat a Rama, el grup monàstic més gran d'Àsia creat per Ramananda, sant vaishnava del s. XIV. Actualment, està difós per tot el nord de l'Índia i engloba nombroses sectes filosòfiques, sobretot el Visistadvaita de Ramanuja (1017–1137) i el Dvaita vedanta iniciat per Madhvacharya (1238–1317), així com altres formes devocionals de gran influència tàntrica.
Els seus practicants es diuen vixnuïtes o vaixnavites i consideren Vixnu com el déu suprem. Tant és així que aquesta tradició es caracteritza per la devoció especial cap a un avatar de Vishnu (sovint Krisxna), i és el factor clau per a la difusió del moviment Bhakti al sud d'Àsia durant el II mil·lenni de la nostra era. Els textos fonamentals del vaishnavisme inclouen els Vedes, els Upanishads, el Bhagavad Gita, els textos Pancaratra (Agama) i el Bhagavata Purana.

## Història

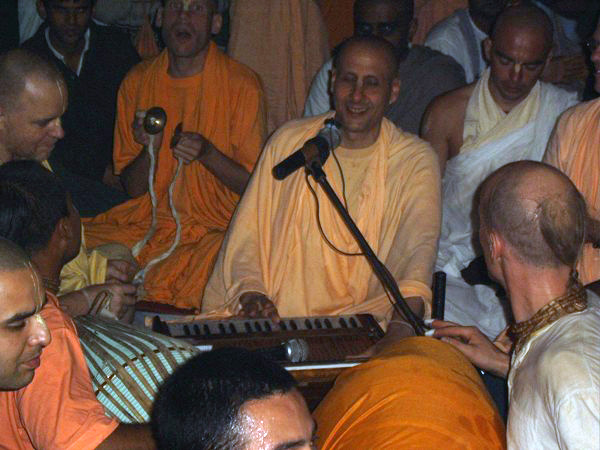
Vaixnaves seguidors de Krixna cantant plegats (ISKCON Bhajan, Índia)

En un primer estadi dins la història del Vixnuisme es tendeix a distingir dos aspectes: l'històric i el filosòfic. Alguns autors assenyalen a Krishna-Vasudeva, de la tribu Yadava com a figura fundacional del moviment, conegut en aquest període com Bhagavata. Pel que fa la base filosòfica se'ns diu l'ésser suprem és etern, infinit i ple de gràcia, i que l'alliberament consistia en una vida de felicitat perpètua a prop del Senyor. Durant aquesta etapa, alguns creuen que Pancaratra feu una aliança amb l'antic sistema ioga de Samkhya, d'acord amb la tendència de combinar la filosofia amb la religió. És aquest període que es descriu com l'etapa en què la secta de Narayana va ser absorbida al temple de Krishna-Vasudeva.
La base filosòfica d'aquesta etapa era que l'ésser suprem és etern, infinit i ple de gràcia, i que l'alliberament consistia en una vida de felicitat perpètua a prop del Senyor. Durant aquesta etapa, alguns creuen que el moviment Pancaratra feu una aliança amb l'antic sistema ioguic de Samkhya, combinant d'aquesta manera filosofia i religió. Segons George Grierson, en aquesta etapa, el Bhagavatisme es va convertir en una secta brahmanisada dels anti-brahmanistes. Hopkins sovint remarcava que el Bhagavad Gita és un testimoni del compromís entre Brahmanisme i Bhagavatisme - "és una versió krixnaista d'un poema vaixnava".
L'adopció de Buda com un dels avatars de Vixnu sota el Bhagavatisme fou un factor canalitzador en l'assimilació de les relacions durant el període Gupta, 330-550 dC. Així, el budisme mahayana es denomina a vegades Buda-Bhagavatisme. Hi ha cert concens entre els experts a afirmar que és en aquest moment quan el concepte d'avatars de Vixnu es va desenvolupar plenament.
La religió vixnuista és força complexa i sovint es percep com una síntesi del culte als déus Vixnu, Narayana, Vasudeva i Krixna, que s'hi arriba en època del Bhagavad Gita (segle IV aC fins al segle iii). El culte monoteista a Vixnu ja estava ben desenvolupat en el període d'Ithasa.
Aquesta forma de vaixnavisme va florir al sud d'Índia i encara és habitual, especialment als estats de Tamil Nadu, Andhra Pradesh i Karnataka. Es considera un resultat dels dotze alvars, sants poetes del sud d'Índia que van difondre la secta a la gent comuna amb els seus himnes devocionals. Els temples que els alvars visitaven o fins i tot aquells que fundaren són coneguts avui dia com Divya Desams i n'hi ha 108. Els seus poemes elogiant les figures de Vixnnu i Krixna estan escrits en llengua tamil són coneguts col·lectivament com a Naalaayira Divya Prabandham (anomenats també els Vedes dràvides).

## Creences

### Vixnu: el suprem
La creença principal del vixnuisme és la identificació de Vixnu com a divinitat principal o suprema, tal com succeïa en temps vèdics històrics. Edward Hopiks ens fa referència a un passatge en concret del desè llibre del Rigveda, en l'himne a Ka, on es demana a quin déu s'ha d'adorar i els savis contesten a Vixnu que tots els homes el veneren a ell. Al Rigveda se sol referir a Vixnu amb el nom de Trivikrama, el que va fer tres passos, i alguns acadèmics ho interpreten com l'evidència d'aquest culte a Vixnu com a ésser suprem.

### Tesime amb moltes varietats
Segons Schweig el vixnuisme és en realitat un "monoteisme polimòrfic, és a dir, una teologia que reconeix moltes formes (ananta rupa) del mateix, la única divinitat unitària". Aquesta afirmació es respatlla amb l'exsitència de moltes formes d'una deïtat original; Visnu, alhora, pot mostrar-se amb moltes formes diferents. Okita, per contra, opina que les diferents denominacions dins del vaixnavisme es descriuen millor com a teisme, panteisme i panenteisme.

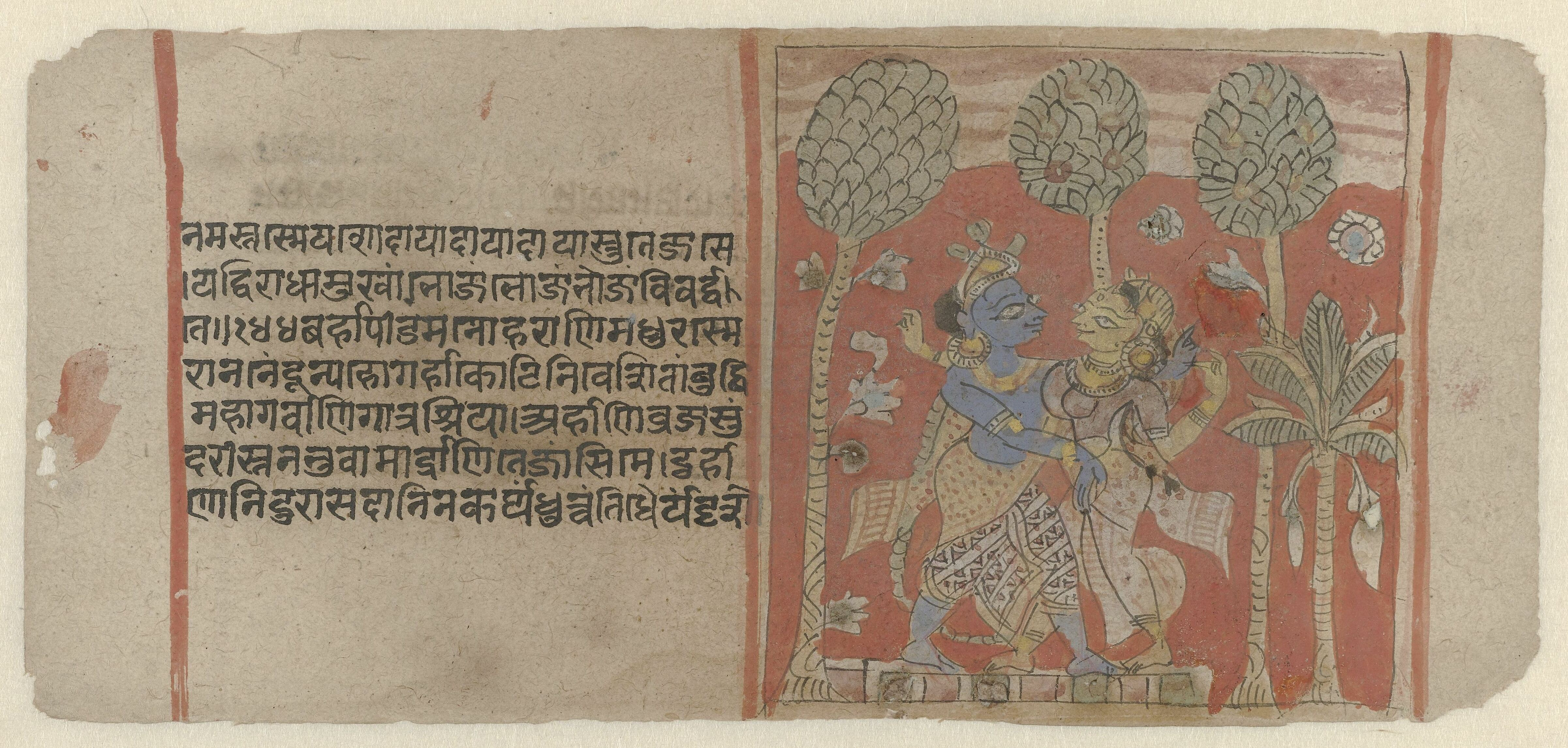
Krixna tocant la flauta amb Radha, miniatura provinent del Rajasthan, c. 1450-1475 (The Rikjsmuseum, Amsterdam).

El Vaixnava sampradaya iniciat per Madhvacharya és una tradició monoteista en què Vixnu (Krixna) és omnipotent, omniscient i omnibenevolent. En canvi, l'Sri Vaixnaisme sampradaya associat amb Ramanuja posseeix elements monoteístics, si bé difereix en diversos aspectes. Per exemple, la deessa Lakshmi i el déu Vixnu es consideren divinitats iguals i inseparables. Segons alguns acadèmics, l'Sri Vaixnaisme posa l'accent en el panentisme, no en el monoteisme. Això es deu a la seva teologia de la transcendència i la immanència: Déu interpenetra tot a l'univers i tota la realitat empírica és el cos de Déu. El Vaixnava sampradaya associat amb Vallabhacharya és una forma de panteisme, en contrast amb les altres tradicions del Vaixnaisme. La tradició Gaudiya Vaixnava de Chaitanya, segons Schweig, s'aproxima més a un bi-monoteisme polimòfic perquè tant la deessa Radha com el déu Krixna són divinitats simultàniament supremes.
Entre els preceptes del vaixnaisme destaquem el rol de la doctrina de l'avatar (encarnació), en la qual Vixnu s'encarna en diverses ocasions, en diferents formes, per arreglar els problemes o dificultats que han sorgit i recuperar, d'aquesta manera, l'equilibri de l'univers. Aquests avatars inclouen Narayana, Vasudeva, Rama i Krixna. El més interessant és que cadascun d'aquests noms designa una figura divina diferent amb supremacia atribuïda i, alhora, cada forma és associada amb una tradició del vaixnaisme que té la creença profunda que totes aquestes formes de Vixnu són diferents.

#### Vixnuisme i Krixnaisme
Hi ha cert consens entre els especialistes en afirmar que, quan parlem de vixnuisme fem referència al conjunt de sectes centrades en l'adoració de Vixnu com a ésser suprem transcendent i la resta de formes del déu són simplement avatars. El vaixnaisme, per contra, posa l'èmfasi en l'adoració del déu Vixnu a través dels seus avatars. D'aquesta manera, per exemple, el terme krixnaisme (Kṛṣṇaism) actua de paraigües sota el qual trobem un gran grup de tradicions independents dins del vaixnaisme que consideren Krixna com el Déu Suprem. Val a dir que, si bé tots els vaixnaves reconeixen a Krixna com un dels avatars de Vixnu, només els krixnaistes l'identifiquen com l'Ésser Suprem (Svayam Bhagavan, Brahman, una font del Tridev), a Krixna i a totes les seves formes derivades (Radha Krixna, Vithoba, entre d'altres). Aquesta és potser la diferència principal respecte d'altres grups grups com el ramaisme, el radhaisme, el sitaisme, etc. En aquest sentit, el krixnaisme ha estat interpretat com un dels primers intents des de l'hinduisme filosòfic per a resultar atractiu a les masses. Normalment es tendeix a privilegiar l'ús del terme vaixnaisme en detriment del mot krixnaisme ja que molts prefereixen un terme de significat més vast.

#### Krixna
Les tradicions krixnaistes són un de tradicions independents dins del vaixnavisme, com ara la Nimbarka Sampradaya (la primera secta krixnaista desenvolupada per Nimbarka el s.VII dC), Ekasarana Dharma, Gaudiya Vaixnaisme, Mahanubhava, Rudra Sampradaya, entre d'altres escoles. Els devots d'aquestes escoles adoren al déu Krixna, com ja s'ha vist, com una forma suprema de Déu, així com la font de tots els avatars, Svayam Bhagavan.
El krixnaisme també s'anomena sovint Bhagavatisme, possiblement el primer moviment krixnaista, basat en el culte a Krishna-Vasudeva (vers al segle ii aC), després del Bhagavata Purana on s'afirma que Krixna és "Ell mateix Bhagavan", i totes les altres formes se subordinen a la de Krixna: Vishnu, Narayana, Purusha, Ishvara, Hari, Vasudeva, Janardana, etc. totes elles se subordinen a la forma primordial que és Krixna. En aquest sentit, Krixna és sovint descrit com una persona de pell fosca, representat sota l'aparença d'un jove pastor de vaques que li agrada tocar la flauta. A més a més, el Bhagavad Gita ens el presenta un com vaquer disposar a guiar els homes i proveir-los d'orientació filosòfica.
Krixna també és venerat a través de moltes altres tradicions dins l'hinduisme. Krixna i les seves històries associades apareixen a través d'un ampli espectre de diferents tradicions filosòfiques i teològiques hindús, on es creu que Déu apareix als seus devots en moltes formes diferents, segons els seus desitjos particulars. Aquestes formes inclouen els diferents avatars de Krixna descrits en texts tradicionals dels vaixnnava, però trobem altres textos també provinents d'altres tradicions. De fet, es diu que les diferents expansions del Svayam bhagavan són incomptables i no es poden descriure completament en les escriptures de cap comunitat religiosa ja que per naturalesa aquestes són finites. Un fet habitual és trobar-nos que moltes de les escriptures hindús difereixen en detalls; aquesta característica ha estat interpretada com el reflex de les diverses preocupacions de cada tradició en particular. No obstant això, val a dir que tots els textos comparteixen algunes de les característiques bàsiques de la visió de Krixna.